# Тиррел, Роберто
Роберто Эванс Тиррел Хессами (исп. Roberto Evans Tyrrel Jessamy; 10 апреля 1936, Панама — 25 апреля 1999, Панама) — панамский футболист, вратарь. Выступал в панамской и коста-риканской футбольных лигах. Игрок национальной сборной Панамы.

## Биография
Роберто родился в городе Панама в семье Карлоса Рикардо Тирелла и Ольги Аманды Хессами. В семье было ещё четверо детей: Аида, Карлос Рикардо, Ракель и Норма. В 1962 году Тиррел женился на гражданке Коста-Рики Ане Сесисилии Марин Альфаро. У них было трое детей: Ана Марисия, Саида Милена и Роберто Хорхе. Тиррел прожил в Коста-Рике до 1981 года, после чего вернулся в Панаму. Он скончался в 1999 году в результате сердечного приступа.
Помимо футбола Тиррел занимался баскетболом.

### Клубная карьера
Роберто Тиррел начал свою футбольную карьеру в возрасте 14 лет в команде технического института Дон Боско. Он выступал за панамские клубы «Дон Боско», «Анкон» и «Унион Эспаньола». В 1961 году Тиррел перешёл в профессиональный коста-риканский клуб «Алахуэленсе» и стал первым иностранцем, заключившим контракт с этой командой.
Тиррел трижды, в 1966, 1970 и 1971 годах, становился чемпионом Коста-Рики, в 1967 году выиграл национальный Кубок чемпионов, а в 1961 году помог команде победить на чемпионате Центральной Америки и Карибского моря. В 1970 году Тиррелу вместо привычной вратарской позиции пришлось играть в полузащите, в матче против клуба «Рамоненсе» он отметился двумя забитыми голами. В 1974 году Тиррел завершил свою футбольную карьеру. За четырнадцать лет в чемпионате Коста-Рики он сыграл 189 матчей.

### Карьера в сборной
В молодёжной сборной Панамы Роберто дебютировал в декабре 1954 года на чемпионате Центральной Америки и Карибского моря, который проходил в Коста-Рике. Также Тиррел сыграл 6 матчей за национальную сборную Панамы.